# يوكي إيكاري
يوكي إيكاري (باليابانية: 猪狩 佑貴) (7 أبريل 1988 في هيراتسوكا في اليابان – )؛ هو لاعب كرة قدم ياباني سابق كان يلعب كلاعب وسط.

## وصلات خارجية
- يوكي إيكاري على موقع رابطة كرة القدم اليابانية للمحترفين (اليابانية)
- يوكي إيكاري على موقع قاعدة بيانات كرة القدم.إي يو (الإنجليزية)
- يوكي إيكاري على موقع Soccerway.com (الإنجليزية)
- يوكي إيكاري على موقع عالم كرة القدم.نت (الإنجليزية)